# Mantikór

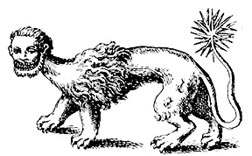
Mantikóra

A mantikór egy mitológiai teremtmény, a kimérák egyik emberevő fajtája. Méretét általában az oroszláné és a lóé közé teszik. Minden ábrázoláson a szfinxhez hasonlóan emberszerű feje és oroszlánszerű teste van, de ezen belül jelentős a változatosság. Sűrűn ábrázolják szarvakkal, szürke szemmel, három sor fém foggal üvöltésre tátott szájjal. Néha vastag, vörös bundája és skorpió- vagy sárkányfarka van; ebből mérgező csápokat vagy töviseket lőhet ki, és a méreg megbénítja az áldozatot. Nagy ritkán szárnyas lénynek mutatják be.

## A mítosz eredete és fejlődése
A mantikór szó perzsa eredetű:
- „martya” = ember,
- „khvar” = enni,

azaz emberevő állat.
Az európai mitológiába Ktésziasz Knidiosz feljegyzésének köszönhetően került át. Ktésziász a perzsa királyi udvar orvosa volt kb. i.e. 415–398 között, tehát II. Dareiosz Okhusz és II. Artaxerxész Arszacesz idején. Indiát ismertetve  írta le az állatot, és ezzel jó időre megosztotta a természettudósokat.
Arisztotelész ugyan hazugnak nevezte Ktésziaszt, akiről bebizonyosodott, hogy többször is fantáziájával pótolta ki történelmi ismereteinek hézagait, természetrajzában azonban megemlítette a „martichorast”. Az idősebb Plinius ezt Nautralis Historia című főművében tévesen „manticorus”-nak fordította, és így került át az európai nyelvekbe.
A romanizálódott görög Pauszaniasz Periégétész Görögországról írva felidézi, hogy látott ugyan különös állatokat, de azt is hozzáteszi, hogy: „A fenevad, amit Ktésziász az Indiáról írt feljegyzései között martichoras-ként nevezett meg, és amit a görögök egyszerűen csak emberevőnek hívnak, véleményem szerint a tigris lehet. Bár a leírások szerint ennek három sor foga, valamint tüskés végű farka van, hogy megvédje magát a közelharcban és amivel képes távolról is sérüléseket okozni, véleményem szerint az egész történet nem több egy mendemondánál, amit az indiaiak terjesztenek, hogy tudják mivel indokolni, milyen határtalanul félnek a fenevadtól.”
Pauszaniasz munkássága többé-kevésbé feledésbe merült, Plinius könyve viszont igen népszerűvé vált, és ennek megfelelően szerte Európában feltétel nélkül hittek a mantikórban is egészen a középkorig. Több bestiáriumban is szerepeltették. A 16. században már címerekben és egyes manierista alkotásokban is feltűnt – általában mint kariatida. Jelentős szerepet játszott a 17–18. századi francia szfinxábrázolások kialakulásában (hatalmas kiméra gyönyörű női arccal).

## A mantikór a néphitben
Napjainkban a mantikór legendája még él Ázsia, legfőképp Indonézia őserdeiben. Úgy tartják, egyetlen harapása vagy akár karmolása is halálos, a megölt áldozatot pedig szőröstül-bőröstül felfalja, még a csontjait is. Ha valaki nyomtalanul eltűnik, a helyiek rögtön a mantikórt okolják érte.

## Modern feldolgozások
Mint gyakorlatilag minden mitológiai lényt, a mantikórt is sokoldalúan használják a különböző fantasztikus történetek, mágikus környezetekben játszott szerepjátékok és az ezek világaira kidolgozott gyűjtögetős kártyajátékok.

### D & D
A D & D szerepjátékban a mantikór nagy testű, szárnyas, mágikus fenevad, a meleg mocsarak lakója. A jelleme általában törvényes gonosz. Közelre két mancsával és harapásával, távolra a farkából kirázott tüskékkel támad.

### Harry Potter világa
A Harry Potter-történetek világában, amint ezt Göthe Salamander (alias J. K. Rowling): Legendás állatok és megfigyelésük című tankönyvéből megtudhatjuk, a mantikór emberfejű, oroszlántestű, skorpiófarkú görög szörnyeteg. A Mágiaügyi Minisztérium az XXXXX osztályba sorolja, azaz bizonyítottnak tekinti, hogy mantikór ölt már varázslót is; nem idomítható, nem szelídíthető. Éppen olyan ritka és éppen olyan vérszomjas, mint a kiméra. Állítólag halkan dudorászik, amíg elfogyasztja áldozatát. Bőre visszaver szinte minden ismert bűbájt, szúrása azonnali halált okoz.